# Friedrich August Ludwig von der Marwitz

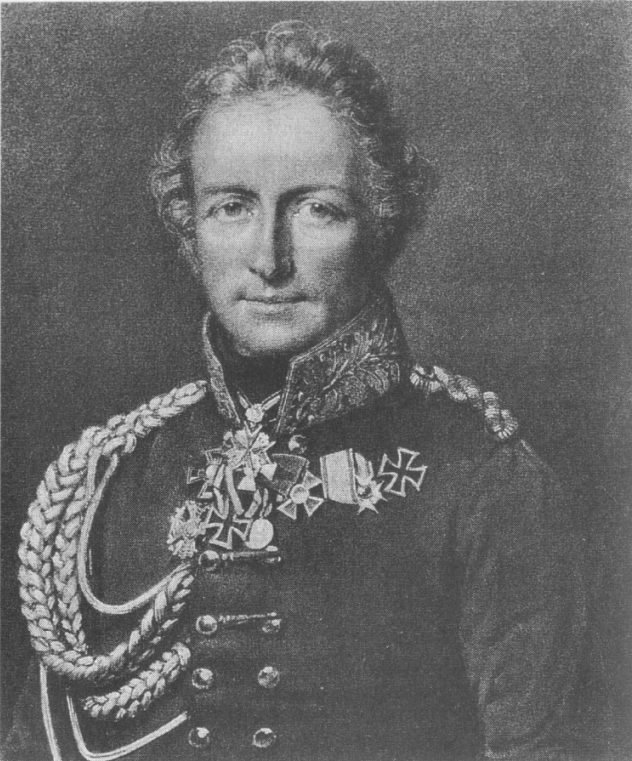
Friedrich August Ludwig von der Marwitz

Friedrich August Ludwig von der Marwitz (* 29. Mai 1777 in Berlin; † 6. Dezember 1837 in Friedersdorf, Kreis Küstrin) war ein preußischer Generalleutnant und Politiker.

## Herkunft
Friedrich August Ludwig von der Marwitz stammte aus der Familie von der Marwitz, einem uradligen Geschlecht der Neumark. Dieses wurde urkundlich zuerst 1259 erwähnt und stammte aus dem Dorf Marwitz (heute polnisch Marwice und Ortsteil von Lubiszyn) bei Landsberg an der Warthe. Seit Jahrhunderten wählten viele männliche Nachkommen dieser Familie eine Militärlaufbahn: Hunderte von ihnen wurden Offiziere im preußischen Heer, darunter erreichten 14 den Rang eines Generals. Außer Friedrich August Ludwig wurden zwei seiner Onkel sehr bekannt: Gustav Ludwig von der Marwitz und Johann Friedrich Adolf von der Marwitz, der in Ungnade fiel, weil er sich weigerte, das erbeutete Jagdschloss zu Hubertusburg zu plündern. Das preußische Infanterie-Regiment Nr. 61 trug bis 1918 den Namen der Familie.
Friedrich August Ludwig von der Marwitz war eines von fünf Kindern des Königlichen Kammerherrn und späteren Hofmarschalls Behrendt Friedrich August von der Marwitz (1740–1793) und seiner Gemahlin Susanne Sophie Marie Louise geb. von Dorville (1756–1808).

## Leben
Geboren im Voss’schen Palais in der Wilhelmstraße in Berlin, dem späteren Palais des Prinzen August, trat Friedrich August 1790 – also im Alter von 13 Jahren – beim preußischen Regiment Gensdarmes ein. Ein Jahr darauf wurde er bereits Kornett und nahm 1802 den Abschied im Rang des Premierleutnants. Doch schon 1805 und 1806 trat er als Rittmeister und Adjutant des Fürsten Hohenlohe wieder in das Regiment ein. In dieser Position spielte er in den napoleonischen Kriegen eine wichtige Rolle: so z. B. 1806 in der Schlacht bei Jena und Auerstedt. Nach der Kapitulation der Festung Prenzlau wurde er zusammen mit Hohenlohe von Franzosen gefangen genommen. Doch ihm gelang die Flucht über Dänemark und Schweden bis nach Memel in Ostpreußen. Dort versuchte er anfangs vergeblich, die Erlaubnis des ebenfalls dorthin geflüchteten Königs Friedrich Wilhelm III. zur Gründung eines Freikorps zu bekommen.
1807 erhielt Marwitz endlich die ersehnte Erlaubnis und gründete ein Freikorps, das sich am Kampf gegen Napoleon beteiligen sollte. Dieses bestand aus 300 Infanteristen und 500 Reitern, was für damalige Verhältnisse recht groß war. Mit diesem gelangte er nach Rügen und plante, an dem Vorstoß der Preußen, Engländer und Schweden gegen die Franzosen und Sachsen nach der Mark Brandenburg teilzunehmen. Als es zum Frieden von Tilsit kam, musste er sein Korps jedoch auflösen, da das preußische Heer durch die Bedingungen des Friedens erheblich verkleinert wurde. Nun zog er sich als Privatmann in das verwüstete Friedersdorf zurück, wo er sich niederließ.
Angesichts der Niederlagen gegen Napoleon versuchte Preußen in den folgenden Jahren durch einige umfassende Verwaltungs-, Bildungs- und Militärreformen seine innere Stabilität zu verbessern und Anschluss an die gewandelte moderne Kriegsführung zu gewinnen. Initiator waren besonders umfassend der politisch unabhängige Reichsritter vom Stein und – in abgeschwächter Form – der spätere Karl August Fürst von Hardenberg. Ihre Maßnahmen, besonders die Aufhebung der Erbuntertänigkeit der Bauern, stießen jedoch bei den märkischen Adeligen auf erbitterten Widerstand. Marwitz war als Landmarschall der grundbesitzenden Lebuser Stände einer der Führer dieser Opposition. 1811 ließ Hardenberg ihn zusammen mit Friedrich Ludwig Karl Graf Finck von Finckenstein als Frondeure verhaften und auf der Festung Spandau festsetzen, jedoch schon nach fünf Wochen u. a. wegen Interventionen des Kronprinzen, des späteren Friedrich Wilhelm IV., wieder entlassen.
1813 trat Marwitz wieder in die preußische Armee ein und beteiligte sich nun an der Ausbildung einer Landwehr. Eine ihrer Brigaden führte er erfolgreich in der Schlacht bei Wittenberg am 7. Juni 1813. Nach den Kämpfen bei Magdeburg wurde er mit dem Eisernen Kreuz 1. Klasse ausgezeichnet. 1815 zum Oberst befördert, kommandierte er nun eine Kavalleriebrigade und focht mit dem 8. Ulanen-Regiment in den Schlachten bei Ligny, Wavre und Waterloo und im Gefecht bei Namur gegen das napoleonische Heer der 100 Tage, wofür er den Orden Pour le Mérite mit Eichenlaub erhielt. Nach dem Ende der Napoleonischen Kriege wurde er Kommandeur der 5. Kavalleriebrigade. 1817 wurde er zum Generalmajor befördert. 1827 schied er hochgeachtet als Generalleutnant aus der Armee aus.
Bis zu seinem Tod 1837 bewirtschaftete Marwitz dann sein Gut Friedersdorf. Daneben betätigte er sich politisch als Landtagsmarschall des brandenburgischen Provinziallandtags. In seinen letzten Lebensjahren wurde er vom Kronprinzen, dem späteren König Friedrich Wilhelm IV., mit Aufmerksamkeiten und Ehrungen bedacht.
Marwitz hatte Angst, lebendig begraben zu werden, und hinterließ daher sehr genaue Anweisungen bezüglich seiner Bestattung. Die Leiche sollte „in einem luftigen Zimmer“ liegen, bis „sich deutliche Spuren von Verwesung zeigten“, erst dann durfte sie bestattet werden. Er wollte in seiner „vollen Generals-Mundierung nebst Orden“ begraben werden, sein Säbel sollte während des Trauergottesdienstes auf einem Kissen neben dem Sarg liegen. Auch zur Begräbniszeremonie, Prozessionsordnung im Trauerzug usw. gab es minutiöse Vorschriften, an die man sich auch hielt. Seine Vorfahren wurden noch in der Familiengruft derer von Marwitz in der Friedersdorfer Kirche begraben, er selbst, seine beiden Frauen, seine Brüder und Söhne liegen auf dem von ihm angelegten Familienfriedhof an der Mauer der Kirche. Der älteste Grabstein ist der seiner ersten Frau, die von ihm folgendes Epitaph erhielt: „Hier liegt mein Glück. Caroline Franziska Gräfin Brühl ward geboren 1783, den 23. März, vermählt 1803, den 12. May an Friedrich August Ludwig von der Marwitz Erbherrn auf Friedersdorf. Der verließ sie gesund am 14. März 1804. Vierzehn Tage nach einer glücklichen Entbindung, kehrte am 16ten zurück und fand sie tot! Sie war die Freude aller, die sie kannten.“

## Politische Haltung
Als Politiker vertrat Marwitz den altpreußischen Adel. Er war – wie die meisten dieser Adeligen – ein vehementer Gegner der Reformpolitik der Minister Freiherrn vom Stein und Fürst Hardenberg, in denen er – ähnlich wie Ludwig Yorck von Wartenburg – eine Gefahr für die Privilegien des Adels und des vom Adel gestützten preußischen Staates erblickte. Das Königreich müsse nach seiner Ansicht vom Adel dominiert bleiben.
1811 verfasste er die Lebuser Denkschrift. Darin ließ er die Stände des Lebuser Landes den König fragen, ob „unser altes, ehrwürdiges Brandenburg-Preußen ein neumodischer Judenstaat werden solle?“. Marwitz wandte sich dagegen, die Erbuntertänigkeit der Bauern vom Gutsherrn durch Geldzahlungen abzulösen und Adelsgüter auch für Bürgerliche zum Erwerb freizustellen. Marwitz befürchtete, dass damit das damals aufstrebende städtische Bürgertum oder Banken – daher die polemische Formulierung vom „Judenstaat“ – die wenig kapitalstarken Adeligen durch Aufkaufen von Grundeigentum aus ihren angestammten Besitztümern verdrängen würde.
Dagegen agitierte er für seine Rechtsposition, dass der adelige Großgrundbesitz zugleich die unaufgebbare Machtbasis der herrschenden Hohenzollern sei. Nach Marwitz´ Meinung brachen die Neuerungen alte ungeschriebene Verträge (u. a. mit Friedrich Wilhelm III. bei dessen Amtsantritt), die der Adel einst mit dem preußischen König geschlossen habe und mit denen er seine Machtansprüche an den König delegiert habe.
Marwitz war überzeugt, dass der Adel wie von jeher in alter preußischer Tradition alle Offiziersstellen der Armee innehaben solle und diese Vormachtstellung in der sozialen Struktur des Staates erhalten bleiben müsse. Dieses entsprach den Interessen vieler Adelsfamilien: In Preußen war eine Erbaufteilung von Landgütern wegen des kargen, unfruchtbaren Bodens unwirtschaftlich. So stand in den Adelsfamilien für die jüngeren Brüder der Erben häufig nur die Offizierslaufbahn als Karriereweg offen.
Marwitz blieb diesen Positionen auch nach Umsetzung der Reformen bis ins hohe Alter treu. Auch in den letzten Lebensjahren bekämpfte er unermüdlich die Ergebnisse der Stein-Hardenbergschen Reformen. Daher sagte Theodor Fontane über ihn:
„Die Marwitze haben dem Lande manchen braven Soldaten, manchen festen Charakter gegeben, keinen aber braver und fester, als Friedrich August Ludwig von der Marwitz, dessen Auftreten einen Wendepunkt in unserem staatlichen Leben bedeutet. Erst von Marwitz´ Zeiten ab existiert in Preußen ein politischer Meinungskampf.“
Marwitzens Zeitgenosse, Friedrich Erhardt von Röder, schrieb über ihn in seinen Memoiren von 1807:
„Er war ein ungewöhnlicher Mensch und Soldat, kräftig an Leib und Seele, ritterlich, voll Verstand und Scharfblick, geistreich, lebendig, mit gründlichen Kenntnissen ausgestattet, ein wahrer Christ“.
Heinrich von Treitschke, bekannter Historiker, charakterisierte Marwitz um 1880 wie folgt:
„Das Urbild des brandenburgischen Junkers, einer der tapfersten Offiziere und der tollste Reiter in der Armee, grob, schroff und knorrig, (...) voll feuriger Vaterlandsliebe, aber auch voll harter Vorurteile, so naiv in seinem Standesstolze, daß er an die rechtliche Meinung seines Gegners kaum je zu glauben vermochte“.
Die erwähnten Vorurteile und der Standesstolz waren eben jene alten Rechtspositionen, die Marwitz festhielt, obwohl sie längst nicht mehr der sozialen Realität entsprachen. Das Vaterland, das er liebte, blieb das vom Adel dominierte Preußen, nicht etwa ein deutscher Nationalstaat, den die bürgerliche Nationalbewegung vor 1848 anstrebte – obwohl beide Seite an Seite gegen Napoleon kämpften.
Der Historiker Gordon A. Craig sieht Marwitz daher als typischen Vertreter des territorialen Feudalismus gegen den bürgerlichen Liberalismus und bewertet seine Wirkung wie folgt:
„Auch in der Niederlage (wenn man die nur teilweise Verwirklichung seiner Hoffnungen so nennen kann) blieb Stein auf der politischen Bühne Deutschlands eine dominierende Figur, ein Symbol der Hoffnung dafür, daß Preußen doch noch jenen Weg einschlagen werde, den die Länder Westeuropas genommen hatten. Er war der Gründervater eines neuen deutschen Liberalismus, der Mann, dessen Testament jedes Mal, wenn sich in Deutschland die Kräfte der Bewegung wieder zu rühren anschickten, beschworen und neu veröffentlicht wurde. Aber vielleicht war Marwitz doch der bedeutendere von beiden, jedenfalls im Kontext eines Buches mit dem Titel Das Ende Preußens.“

## Familie
Er heiratete in erster Ehe Caroline Francisca Gräfin von Brühl  (* 23. März 1783; † 28. März 1804), eine Tochter des preußischen Generals der Kavallerie Carl Adolph von Brühl und dessen Ehefrau Sophia geborene Gomm, und Enkelin des kurfürstlich-sächsischen und königlich-polnischen Premierministers Heinrich Graf von Brühl. Das Paar hatte eine Tochter.
Mit der zweiten Frau, Charlotte geb. Gräfin von Moltke (1780–1848), die er 1809 heiratete, scheint er in keiner so glücklichen Ehe gelebt zu haben. Sie war eine Hofdame von Königin Luise von Preussen und eine Tochter von Friedrich Detlev Reichsgraf von Moltke, des Oberjägermeisters König Friedrich Wilhelms III., und dessen zweiter Ehefrau, der verwitweten Erbprinzessin Friederike von Schleswig-Holstein-Sonderburg-Beck, geborene Burggräfin und Gräfin zu Dohna-Schlobitten-Leistenau. Mit seiner zweiten Ehefrau Charlotte bekam Marwitz neun Kinder, von denen acht das Wochenbett überlebten. Von seinen drei Söhnen wurde der jüngste, Bernhard (1824–1880) Majoratsherr auf Friedersdorf, der zweite war Schüler an der Ritterakademie Brandenburg und starb 15 Jahre alt, der älteste starb als Kind. Außerdem überlebten vier Töchter. Die älteste Tochter Karoline Franziska (* 28. Februar 1804; † 1888) heiratete 1824 den damaligen Rittmeister Albert von Arnstedt (1794–1875, ein Enkel von Adam Friedrich von Arnstedt). Die Tochter Maria (* 5. März 1821) heiratet Hermann Rochus Graf zu Lynar (* 4. Februar 1797; † 31. Dezember 1878).

## Werke
- Aus dem Nachlasse Friedrich August Ludwig's von der Marwitz auf Friedersdorf, Königlich Preußischen General-Lieutenants a. D. Mittler, Berlin 1852.
  - Band 1: Lebensbeschreibung (Volltext)
- Ein märkischer Edelmann im Zeitalter der Befreiungskriege, Gesammelte Schriften, herausgegeben von Dr. Meusel, 1–3, Berlin 1908 bis 1913.
- Jena 1806. Aus gleichzeitigen Tagebuchaufzeichnungen, Berlin: Junker und Dünnhaupt 1937.
- Nachrichten aus meinem Leben 1777–1808 (Märkischer Dichtergarten). Hrsg. und mit einem Nachw. von Günter de Bruyn. 1. Auflage. Buchverlag Der Morgen, Berlin 1989, ISBN 3-371-00243-8.